# Sakura Noshitani
Sakura Noshitani (Tokyo, 29 settembre 1997) è una ginnasta giapponese.

## Biografia
Medaglia di bronzo nei 5 nastri ai Mondiali di Stoccarda 2015, Noshitani ha preso parte alle Olimpiadi di Rio de Janeiro 2016 piazzandosi con il Giappone all'ottavo posto nel concorso a squadre.

## Palmarès
- Campionati mondiali di ginnastica ritmica

Stoccarda 2015: bronzo nei 5 nastri.
Sofia 2018: argento nei 5 cerchi.
Baku 2019: oro nelle 5 palle, argento nell'all-around e nei 3 cerchi / 4 clavette.